# Nederlandse Studenten Alpen Club
De Nederlandse Studenten Alpen Club of NSAC is een Nederlandse overkoepelende stichting voor de verschillende Nederlandse Studenten Alpen Clubs (SACs).  

## Geschiedenis
De NSAC is opgericht op 26 januari 1971. Sinds 15 juni 2019 zijn de NSAC en de onder de NSAC ressorterende studenten Alpen clubs officieel aangesloten bij de NKBV. 

## Interne structuur
De NSAC kent verschillende commissies. Het bestuur is zeskoppig en kent naast de praeses, ab-actis en quaestor ook een vice-praeses en twee commissarissen voor respectievelijk het zomer- en het winterprogramma. Voor de verschillende SACs biedt de NSAC overkoepelende activiteiten waaronder opleidingsprogramma's voor leden gericht op zomer- en winteralpinisme. Verder organiseert de NSAC studentenkampioenschappen in Sportklimmen, Boulderen, IJsklimmen, en Adventure Racing. 

### Aangesloten verenigingen
| Naam          | Plaats     | Instituut                           | Oprichting | Status    |
| ------------- | ---------- | ----------------------------------- | ---------- | --------- |
| ASAC          | Amsterdam  |                                     | 1926       | Actief    |
| DSAC          | Delft      | Delftsch Studenten Corps            | 1922       | Actief    |
| ESAC          | Eindhoven  |                                     | 1976       | Actief    |
| GSAC          | Groningen  |                                     | 1946       | Actief    |
| WSAC Ibex     | Wageningen |                                     | 1986       | Actief    |
| LSAC          | Leiden     | LSV Minerva                         | 1924       | Actief    |
| MaasSAC       | Maastricht |                                     | 1984       | Actief    |
| NijSAC        | Nijmegen   |                                     | 1984       | Actief    |
| RSS&AC        | Rotterdam  | Rotterdamsch Studenten Corps        | 1957       | Opgeheven |
| RSAC          | Rotterdam  | Erasmus Universiteit Rotterdam      | 2006       | Actief    |
| TilSAC        | Tilburg    |                                     | 1984       | Actief    |
| TSAC          | Enschede   |                                     | 1979       | Actief    |
| USAC          | Utrecht    |                                     | 1928       | Actief    |
| S.V.A.C. Yeti | Delft      | Sanctus Virgilius                   | 1981       | Actief    |
| ZeeSAC        | Den Helder | Koninklijk Instituut voor de Marine | 2015       | Actief    |

## Externe structuur
De NSAC vertegenwoordigt de SACs bij de Koninklijke Nederlandse Klim- en Bergsport Vereniging (NKBV) en Studentensport Nederland (SSN). 